# Woluwe
Woluwe je potok koji prolazi kroz nekoliko općina na jugoistoku i istoku Bruxellesa. Desna je pritoka Senne/ Zenne (u Vilvoordeu). Kleine Maalbeek je pritoka rijeke Woluwe (u Kraainemu). Duž potoka su s vremenom nastali mnogi ribnjaci, među kojima još uvijek postoje Ribnjaci Mellaerts. Dolina Woluwe prolazi kroz općine Auderghem, Watermael-Boitsfort, Woluwe-Saint-Pierre, Woluwe-Saint-Lambert, Kraainem, Zaventem, Machelen i Vilvoorde .
Gradovi Woluwe-Saint-Pierre, Woluwe-Saint-Lambert i Sint-Stevens-Woluwe dobili su naziv po ovom potoku.

## Vanjske poveznice
Vodič: Brussels/Woluwe na Wikivoyageu
- Map of the Woluwe in Brussels